# 江湖.com
《江湖.com》是趙正平製作、王偉忠導演的搞笑古裝單元劇，場景以古代中國為主，敘述五個聚在「江湖客棧」（原名「王六包子店」）的人所發生一連串的故事。中視無線台首播期間為2008年10月28日至2009年3月11日，首播時間為每週一至週四晚間22時到22時30分（臺灣時間），共72集。

## 故事大綱
孫媚娘與孫二娘姊妹兩人為了逃避家族仇人，在月黑風高的晚上，連續跑了三天三夜，結果又累又餓，也沒吃沒喝，結果跑到了王六包子店；而一位崑崙弟子陳小飛，因為學妹背叛，所以遭師弟、妹的追殺，也跑到了王六包子店；又一位不會武功的黃小石，自認自己無用，斷絕了家中的關係，獨自旅行，也到了王六包子店。王六包子店老闆王六收留了這四位俠客後，決定將王六包子店改名為「江湖客棧」。一連串意外的故事，就此展開。

## 主角介紹
| 角色   | 演員   | 介紹 |
| 王六   | 郭子乾 | 原「王六包子店」的老闆。為「大刀王五」的弟弟，但卻不會用大刀，只會用菜刀，所以江湖稱號為「菜刀王六」。絕技為「剁肉千刃斬」。戰鬥力雖略遜一籌，但內力與防禦力還算不錯。個性老實，但有點草莽。八字鬍是其特徵。 王六於急難時，救了孫二娘、孫媚娘、陳小飛及黃小石。在那之後，把王六包子店改名「江湖客棧」。              |
| 孫二娘 | 張本渝 | 現任江湖客棧的老闆娘，江湖稱號是「風華賽湘玉」。無絕技。具有魔鬼般的身材，但戰鬥力、防禦力及內力都較差。個性有點吝嗇，也很愛賭博。左眼下方有一顆痣，是其特徵。 |
| 孫媚娘 | 吳伊婷 | 孫二娘的妹妹，江湖稱號是「碎步水上飛」。絕技為「凌波小碎步」。戰鬥力略好些，但防禦力與內力都較差。與父親失散後，一同與姊姊逃難到王六包子店。王六改店名後，孫媚娘就負責整個店的安全。 由於在「廈門書院」留學過的關係，所以媚娘在說話時，會有一點閩南的口音。                                                          |
| 陳小飛 | 林暐恆 | 崑崙派的弟子之一，江湖稱號是「瀟灑小飛哥」。絕技為「小飛飛點穴手」。戰鬥力是五人當中最好的，但防禦較差，內力因眾師弟、妹的襲擊而變得很差。由於在爭奪崑崙掌門人之際，小飛的師弟師妹們將小飛的手指切了下來，因此小飛連夜前往醫處，將手指接了回去，但也造成了無法準確點穴的遺憾，且一天只能點一次穴。                   |
| 黃小石 | 梁赫群 | 出生於武林高手的世家，江湖稱號是「移動藏經閣」。絕技為「狂風翻書術」。小石酷愛武術，但是天生的特質使他無法練武。一旦練武，會筋脈逆行，會讓整張臉腫得跟大餅一樣；所以無論戰鬥力、防禦力及內力，都是低級的。由於這個遺憾，所以只能與家中斷絕關係，並決定隱名尋死。但卻在機緣巧合之下，王六收留了小石，讓小石掌管帳務。 |

## 電視劇歌曲
| 曲別   | 歌名     | 演唱者       | 作詞   | 作曲   |
| 片頭曲 | 江湖遊戲 | 沈懿、蔡一菲 | 沈懿   | 蔡一菲 |
| 片尾曲 | 江湖詞   | 徐佳瑩       | 徐佳瑩 | 徐佳瑩 |

## 另見
- 武林外傳
- 酒店
- 武俠文化、武俠小說
- 武術、功夫、冷兵器

## 外部連結
| 臺灣 中視無線台 每週一至週四 22:00 - 22:30 | 臺灣 中視無線台 每週一至週四 22:00 - 22:30 | 臺灣 中視無線台 每週一至週四 22:00 - 22:30 |
| ------------------------------------------ | ------------------------------------------ | ------------------------------------------ |
|                                            | 江湖.com （2008年10月28日－2009年3月11日） |                                            |
| —                                          | —                                          |                                            |